# Бакты

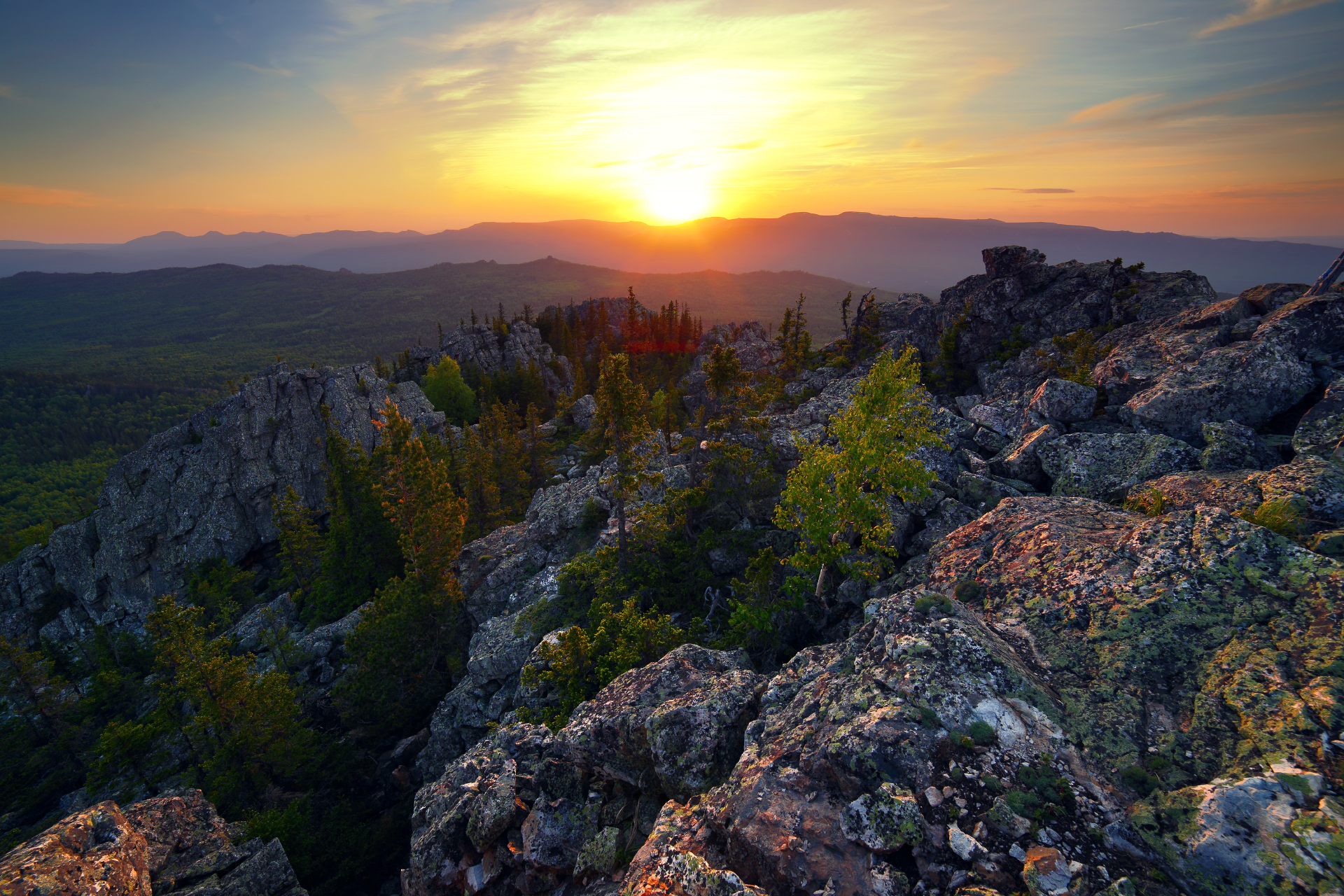
Закат над хребтами Бакты и Зигальга

Бакты́ (баш. Баҡты) — хребет Южного Урала. Административно находится в Белорецком районе Башкортостана и Катав-Ивановском, Саткинском районах Челябинской области.
На западе, за долиной Юрюзани, Бакты соседствует с хр. Зигальга, на севере он переходит в хр. Нургуш, на северо-востоке и на востоке примыкает к массиву Иремель. На юго-западе через небольшой хребет Бехта переходит в хребет Кумардак. Между хребтом Бакты и Бехтой имеется понижение, известное как перевал Чёртовы ворота или просто Ворота. Когда-то здесь проходила Белорецкая узкоколейная железная дорога, поднимаясь от деревни Юрюзанка.
Вытянут субмеридионально по Белорецкому району РБ и Челябинской области. Длина хребта 32 км (из них по территории Башкирии — около 14 км), ширина 3—5 км, высота до 1078 м (Челябинская область). Рельеф ступенчатый, пересечённый.
Близлежащее поселение — Тюлюк, где начинается северная часть хребта и деревня Александровка.
В южной части хребта имеются остроконечные скальные вершины и выступы, каменные россыпи. Западные склоны пологие, изрезаны ложбинами, восточные — крутые.
Хребет сложен кварцито-песчаниками, алевролитами, песчаниками бактинской свиты ордовика. На склонах берут начало реки Большой (приток реки Белой) и Малый Авняр, Карагайка (приток Тюлюка).
Проявляется высотная поясность ландшафтов: до 600 м подножия сильно залесены, местами заболочены, выше развиты подгольцовый и гольцовый пояса.
Интенсивный выпас скота приводит к оголению высокогорного ландшафта, снижению верхней границы лесов и эрозии почв.

## Происхождение названия
Название в переводе с башкирского — «смотровой».
Известный уральский исследователь-топонимист А. К. Матвеев выводит название хребта из башкирского «багыу» — «смотрел», «глядел» и «бакты» — «ворожил». Почти также объясняется топоним в «Словаре топонимов БАССР»: от «бак» — «смотри», «смотровая». Таким образом Бакты — это смотровой хребет или гора. Стоит заметить, что Бакты не оригинален в таком названии. Например небольшой хребет Ману (от башкирского «мана» — «смотри») есть на самом востоке Башкирии, в нижнем течении Лемезы.
От баҡ `смотри; смотровая` с афф. - ты. (Русско-башкирский словарь-справочник горных объектов Республики Башкортостан (З.Б.Латыпова, З.А.Сиразитдинов, Хисамитдинова Ф.Г.))